# Jaroslav Jeřábek
Jaroslav Jeřábek (* 29. března 1962) je bývalý český fotbalista. Je otcem Jakuba Jeřábka, hokejového obránce a Markéty Jeřábkové, házenkářky Baníku Most.

## Fotbalová kariéra
V československé lize hrál za Bohemians Praha, Škodu Plzeň a FC Zbrojovka Brno. Nastoupil ve 33 utkáních.

## Ligová bilance
| Ročník                                   | Zápasy | Góly | Klub              |
| ---------------------------------------- | ------ | ---- | ----------------- |
| Česká národní fotbalová liga 1984/85     | 26     | 0    | Škoda Plzeň       |
| Česká národní fotbalová liga 1985/86     | 14     | 0    | Škoda Plzeň       |
| 1. československá fotbalová liga 1985/86 | 4      | 0    | Bohemians Praha   |
| 1. československá fotbalová liga 1986/87 | 4      | 0    | Bohemians Praha   |
| 1. československá fotbalová liga 1987/88 | 1      | 0    | Bohemians Praha   |
| Česká národní fotbalová liga 1987/88     | -      | 0    | Škoda Plzeň       |
| 1. československá fotbalová liga 1988/89 | 12     | 0    | Škoda Plzeň       |
| 1. československá fotbalová liga 1990/91 | 12     | 0    | FC Zbrojovka Brno |
| CELKEM                                   | 33     | 0    |                   |